# Ángel Olivares Ramírez
Ángel Olivares Ramírez (Burgos, 8 de febrer de 1955) és un polític espanyol militant del Partit Socialista Obrer Espanyol (PSOE), alcalde de Burgos i Secretari d'Estat de Defensa en el govern de Pedro Sánchez.
Des de molt jove va participar en els moviments sindicals i d'esquerra de Burgos i es va afiliar a la UGT i al PSOE. En setembre de 1988 fou nomenat governador civil de la província d'Àvila. En setembre de 1990 deixà el càrrec quan fou nomenat delegat del govern a Extremadura. El 30 juliol de 1993 fou nomenat delegat del govern a Castella i Lleó. El 20 de juny deixà el càrrec quan fou nomenat Director general de Policia. Durant el seu mandat fou detingut l'antic director general de la Guàrdia Civil Luis Roldán, i en 1995 fou detingut a Palma un comando d'ETA que pretenia atemptar contra Joan Carles I d'Espanya. Deixà el càrrec després de les eleccions generals espanyoles de 1996. Es va presentar a les eleccions municipals espanyoles de 1999 com a candidat del PSOE a l'alcaldia de Burgos. Durant el seu mandat va construir el Museu de l'Evolució Humana que contenia el jaciment arqueològic d'Atapuerca.
Tot i que no va guanyar, va obtenir l'alcaldia gràcies a una coalició amb Tierra Comunera i Izquierda Unida. Es va tornar a presentar com a candidat socialista a les eleccions municipals espanyoles de 2003 i 2007, i encara que va obtenir millor resultat, el PP va obtenir la majoria absoluta i fou apartat de l'alcaldia. Fins 2011 fou portaveu socialista a l'ajuntament de Burgos El juny de 2018 fou nomenat Secretari d'Estat de Defensa per la nova ministra de defensa, Margarita Robles.